# Primera Federació Femenina
La Primera Federació de Futbol Femení és la segona categoria del futbol femení d'Espanya. La formen 14 equips del futbol femení nacional. Té la consideració de competició oficial d'àmbit estatal i caràcter no professional de nivell professionalitzat i està organitzada per la Reial Federació Espanyola de Futbol (RFEF).
Es disputa amb un format d'un sol grup, de totes contra totes amb partit d'anada i tornada. En ser 14 equips participants es disputen 26 jornades. La temporada 22/23 és la primera vegada sota aquesta denominació i en format d'un sol grup, després d'una darrera reestructuració de les competicions per part de la RFEF.
En la classificació final de la Primera Federació FutFem, l’equip que queda en primera posició assoleix l'ascens directe a la Lliga Professional de Futbol Femení. Els equips de la 2a a 5a posició jugaran un pay-off d'ascens, les guanyadores obtenen l'ascens a la LPFF (1a divisió del futbol femení a Espanya). Els equips classificats en els darrers quatre llocs descendeixen de manera directa a Segona Federació FutFem (tercera divisió del futbol femení a Espanya).

## Antecedents del Futbol Femení
La Liga Nacional Femenina fou creada en la temporada 1988-1989 amb la participació de 9 clubs, i progressivament es van incorporar més clubs i va comprendre successivament dos, tres i quatre grups, fins que la competició va convertir-se entre 1996-97 i la 2000-01 la Divisió d'Honor en la què els líders de cada grup jugaven una final a quatre pel títol de campió nacional. El format va donar un fort impuls a la competició i els participants van augmentar fins a 54, però amb grans diferències de nivell, fent necessària, el 2001-2002, una nova reestructuració, creant un grup únic Superlliga Femenina amb els 11 millors equips i es va crear la Primera Nacional de Futbol Femení com a segona categoria del futbol femení espanyol.

## Segona Categoria del Futbol Femení
Amb la refundació del futbol femení espanyol de la temporada 2001-2002, la Primera Nacional de Futbol Femení va ser la divisió inferior i es van crear dos nous grups. Posteriorment es va afegir un setè grup i es va doblar el grup canari. A la temporada 2012-13 va adoptar el nom de Segona Divisió Femenina. El club que sumés més punts en cada grup al final del campionat es proclamava campió de Segona Divisió i disputava la promoció d'ascens a la Primera Divisió amb la resta de campions. Dels set campions i un millor segon, solament dos ascendien finalment a la màxima categoria, i els dos darrers de primera descendien a Segona Divisió la següent temporada.
La temporada 2019-20, es va canviar el nom per Segona Divisió Pro/ Primera Divisió B i també el format, que va passar a estar formada per dos grups, nord i sud, amb 16 equips cadascun. El primer classificat dels grups nord i sud ascendia directament a Primera Divisió, i la tercera plaça d'ascens es jugava en un playoff en què el segon de cada grup s'enfrontava al tercer de l'altre en unes semifinals, i el campió d'aquesta sèrie juga una final amb el tercer darrer classificat de Primera Divisió. Els dos darrers equips de cada grup descendien. Els campions de cada un dels set grups de Primera Nacional (tercera categoria) i el millor segon classificat disputaven una eliminatòria per sorteig pur i els vencedors de les mateixes ascendien.
Per culpa de la pandèmia per COVID-19 es va fer una reestructuració el 2020. La temporada 2021-2022 la Segona Divisió va retornar al seu format de 32 equips distribuïts en dos grups anomenats Zona Nord i Zona Sud, conformats d'acord amb la proximitat entre els equips. Els campions de cada grup van ascendir a la Lliga F.
El 2022 es torna a reestructurar la categoria i es crea un grup únic amb 16 equips, amb la denominació actual de Primera Federació.
Els equips que participen la temporada 2025-2026 són:
| N.º | Com. autònoma        | Equips               |
| --- | -------------------- | -------------------- |
| 3   | Catalunya            | CE Europa            |
| 3   | Catalunya            | FC Barcelona B       |
| 3   | Catalunya            | SE AEM Lleida        |
| 2   | Comunitat Valenciana | València Fèmines CF  |
| 2   | Comunitat Valenciana | Vila-real CF         |
| 2   | Comunitat de Madrid  | Atlético de Madrid B |
| 2   | Comunitat de Madrid  | Real Madrid B        |
| 1   | Andalusia            | Real Betis           |
| 1   | Illes Canàries       | CD Tenerife          |
| 1   | Castella-La Manxa    | F Albacete           |
| 1   | País Basc            | Deportivo Alavés     |
| 1   | Extremadura          | CP Cacereño          |
| 1   | Navarra              | CA Osasuna           |
| 1   | Astúries             | Real Oviedo          |

## Històric
Font principal: Arquero Arba / Futbolme
| Ascens a Primera Divisió | Elliminat als play-offs d'ascens | Descens a les Lligues Regionals |
| ------------------------ | -------------------------------- | ------------------------------- |
|                          |                                  |                                 |

| 2001/02 | G.1  | SD Leioa                          | Eibartarrak FT        | SD Lagunak            | Añorga KKE            | Oiartzun KE          | Zarautz KE           |                      |  |  |  |  |
| 2001/02 | G.2  | CD Amigos del Duero               | Gijón FF              | EF Mareo              | CD Raíces             | León FF              | Inter La Amistad     |                      |  |  |  |  |
| 2001/02 | G.3  | FC Barcelona                      | CF Platges Calvià     | AE La Canya           | UE L'Estartit         | CE Sant Gabriel      | Pardinyes CF         |                      |  |  |  |  |
| 2001/02 | G.4  | Rayo Vallecano                    | CD Lourdes            | AD Orcasitas          | Vila-real CF          | CDFB L'Eliana        | Tres Cantos          |                      |  |  |  |  |
| 2001/02 | G.5  | Atlético Jiennense                | ?                     | ?                     | ?                     | ?                    | ?                    |                      |  |  |  |  |
| 2001/02 | G.6  | CD Rayco                          | EMF Candelaria        | Unión Viera           | Perú                  | Faro                 | UD Jinámar           |                      |  |  |  |  |
|         |      |                                   |                       |                       |                       |                      |                      |                      |  |  |  |  |
| 2002/03 | G.1  | SD Lagunak                        | CD Amaya              | Añorga KKE            | Eibartarrak FT        | Gure Txokoa FT       | Oiartzun KE          |                      |  |  |  |  |
| 2002/03 | G.2  | Gijón FF                          | Atlético Arousana     | EF Mareo              | León FF               | SD Reocín            | Caja Social Católica |                      |  |  |  |  |
| 2002/03 | G.3  | FC Barcelona                      | CF Platges Calvià     | UE Collera            | CFF Tortosa-Ebre      | CF Igualada          | CE Sant Gabriel      |                      |  |  |  |  |
| 2002/03 | G.4  | Rayo Vallecano                    | Guadalajara           | Vila-real CF          | Llevant UE B          | AD Orcasitas         | Sporting Plaza Argel |                      |  |  |  |  |
| 2002/03 | G.5  | Atlético Jiennense                | ?                     | ?                     | ?                     | ?                    | ?                    |                      |  |  |  |  |
| 2002/03 | G.6  | CD Rayco                          | UD Fasnia             | Perú                  | Unión Viera           | UD Tacuense          | EMF Candelaria       |                      |  |  |  |  |
|         |      |                                   |                       |                       |                       |                      |                      |                      |  |  |  |  |
| 2003/04 | G.1  | Oiartzun KE                       | Añorga KKE            | CD Mariño             | Alcaine Saragossa     | CD Amaya             | Eibartarrak FT       |                      |  |  |  |  |
| 2003/04 | G.2  | Gijón FF                          | CF Bértola            | Atlético Arousana     | Caja Social Católica  | León FF              | Peña Centenario      |                      |  |  |  |  |
| 2003/04 | G.3  | FC Barcelona                      | UE Collera            | CF Platges Calvià     | Girona FC             | CE Sant Gabriel      | RCD Espanyol B       |                      |  |  |  |  |
| 2003/04 | G.4  | Atlético Madrid                   | Guadalajara           | Sporting Plaza Argel  | AD Orcasitas          | Llevant UE B         | Vila-real CF         |                      |  |  |  |  |
| 2003/04 | G.5  | Andalucía                         | Atlético Málaga       | CD Fray Albino        | Atlético Jiennense    | AD Las Mercedes      | CD Híspalis B        |                      |  |  |  |  |
| 2003/04 | G.6  | CD Rayco                          | UD Fasnia             | Unión Viera           | Perú                  | UD Tacuense          | CD Arguineguín       |                      |  |  |  |  |
|         |      |                                   |                       |                       |                       |                      |                      |                      |  |  |  |  |
| 2004/05 | G.1  | Alcaine Saragossa                 | Añorga KKE            | CD Mariño             | Oiartzun KE           | CD Amaya             | Eibartarrak FT       | Athletic Bilbao B    |  |  |  |  |
| 2004/05 | G.2  | Gijón FF                          | Atlético Arousana     | León FF               | SD Reocín             | CF Bértola           | Xuventú Aguiño       | Promesas Ponferrada  |  |  |  |  |
| 2004/05 | G.3  | UE L'Estartit                     | UE Collera            | BEA Sa Pobla          | RCD Espanyol B        | Girona FC            | CFF Tortosa-Ebre     | FC Barcelona B       |  |  |  |  |
| 2004/05 | G.4  | Sporting Plaza Argel              | Atlético Madrid       | AD Orcasitas          | Fundación Albacete    | Llevant UE B         | Guadalajara          | DSV Colegio Alemán   |  |  |  |  |
| 2004/05 | G.5  | Peña NS de la Antigua             | Granada CF            | UD Mairena Aljarafe   | Atlético Málaga       | AD Las Mercedes      | CD Fray Albino       | CD Híspalis B        |  |  |  |  |
| 2004/05 | G.6  | CD Rayco                          | UD Tacuense           | UD Fasnia             | Tenerife              | CD Arguineguín       | UD Las Torres        | CD Playa Melenara    |  |  |  |  |
|         |      |                                   |                       |                       |                       |                      |                      |                      |  |  |  |  |
| 2005/06 | G.1  | Reial Societat                    | Añorga KKE            | Athletic Bilbao B     | SD San Ignacio        | CA Osasuna           | Eibartarrak FT       | Oiartzun KE          |  |  |  |  |
| 2005/06 | G.2  | Atlético Arousana                 | CD NS de Belén        | SD Reocín             | FVPR El Olivo         | Caja Social Católica | CF Bértola           | Xuventú Aguiño       |  |  |  |  |
| 2005/06 | G.3  | UE L'Estartit                     | UE Collera            | Soledad Atlético      | RCD Espanyol B        | CFF Tortosa-Ebre     | Girona FC            | CE Sant Gabriel      |  |  |  |  |
| 2005/06 | G.4  | Atlético Madrid                   | ?                     | ?                     | ?                     | ?                    | ?                    | ?                    |  |  |  |  |
| 2005/06 | G.5  | Sporting Huelva                   | Granada CF            | Atlético Málaga       | AD Ciudad Plasencia   | AD Las Mercedes      | CD Híspalis B        | Atlético Jiennense   |  |  |  |  |
| 2005/06 | G.6  | CD Rayco                          | UD Fasnia             | CD Arguineguín        | UD Las Torres         | UD Tacuense          | Unión Viera          | CD Tarsa             |  |  |  |  |
|         |      |                                   |                       |                       |                       |                      |                      |                      |  |  |  |  |
| 2006/07 | G.1  | Gure Txokoa FT                    | Añorga KKE            | Athletic Bilbao B     | CD Lagun Onak         | SD San Ignacio       | San Juan AD          | Eibartarrak FT       |  |  |  |  |
| 2006/07 | G.2  | SD Reocín                         | FVPR El Olivo         | Gijón FF              | CD Amigos del Duero   | Oviedo Moderno B     | Atlético Arousana    | EF Mareo             |  |  |  |  |
| 2006/07 | G.3  | UE L'Estartit                     | CE Sant Gabriel       | RCD Espanyol B        | Girona FC             | Soledad Atlético     | FC Barcelona B       | UE Collera           |  |  |  |  |
| 2006/07 | G.4  | DSV Colegio Alemán                | Sporting Plaza Argel  | Llevant UE B          | CF Pozuelo            | AD Torrejón B        | CDB Miguelturreño    | Rayo Vallecano B     |  |  |  |  |
| 2006/07 | G.5  | Atlético Málaga                   | AD Las Mercedes       | Atlético Jiennense    | CD Híspalis B         | Andalucía            | Granada CF           | SPC Llanos Olivenza  |  |  |  |  |
| 2006/07 | G.6  | CD Rayco                          | UD Tacuense           | Unión Viera           | CD Arguineguín        | UD Las Torres        | UD Santa Clara       | CD Herbania          |  |  |  |  |
|         |      |                                   |                       |                       |                       |                      |                      |                      |  |  |  |  |
| 2007/08 | G.1  | SD Lagunak                        | Athletic Bilbao B     | SD San Ignacio        | Oiartzun KE           | Añorga KKE           | CD Lodosa            | Gure Txokoa FT       |  |  |  |  |
| 2007/08 | G.2  | FVPR El Olivo                     | Pontevedra CF         | Gijón FF              | Caja Social Católica  | CD Amigos del Duero  | SD Reocín            | EF Mareo             |  |  |  |  |
| 2007/08 | G.3  | FC Barcelona                      | UE Collera            | UE Lleida             | CE Sant Gabriel       | RCD Espanyol B       | AD Son Cotoner       | Girona FC            |  |  |  |  |
| 2007/08 | G.4  | CF Pozuelo                        | Sporting Plaza Argel  | AP Santomera          | Fundación Albacete    | Rayo Vallecano B     | Llevant UE B         | AD Torrejón B        |  |  |  |  |
| 2007/08 | G.5  | Atlético Málaga                   | Granada CF            | SPC Llanos Olivenza   | Atlético Jiennense    | AD Las Mercedes      | Andalucía            | CD Algaidas          |  |  |  |  |
| 2007/08 | G.6  | CD Arguineguín                    | UD Tacuense           | CD Rayco              | UD Las Torres         | Unión Viera          | CD Tarsa             | Atlético Perdoma     |  |  |  |  |
|         |      |                                   |                       |                       |                       |                      |                      |                      |  |  |  |  |
| 2008/09 | G.1  | Oiartzun KE                       | Athletic Bilbao B     | San Juan AD           | CD Aurrerá            | Gure Txokoa FT       | SD San Ignacio       | Zarautz KE           |  |  |  |  |
| 2008/09 | G.2  | Oviedo Moderno CF                 | SD Reocín             | FVPR El Olivo         | Pontevedra CF         | CD NS de Belén       | Gijón FF             | Atlético Arousana    |  |  |  |  |
| 2008/09 | G.3  | UE Collera                        | CE Sant Gabriel       | RCD Espanyol B        | Girona FC             | UE Lleida            | CFF Tortosa-Ebre     | UE Vic               |  |  |  |  |
| 2008/09 | G.4  | Atlético Madrid B                 | Fundación Albacete    | Sporting Plaza Argel  | CDB Miguelturreño     | Rayo Vallecano B     | Llevant UE B         | FF La Solana         |  |  |  |  |
| 2008/09 | G.5  | Atlético Jiennense                | SPC Llanos Olivenza   | CFF Cáceres           | Granada CF            | CD Algaidas          | Ufeco Mezquita CF    | CD Híspalis          |  |  |  |  |
| 2008/09 | G.6  | UD Tacuense                       | Univ. Las Palmas CF   | CD Rayco              | CD Arguineguín        | Unión Viera          | UD Las Torres        | Orientación Marítima |  |  |  |  |
|         |      |                                   |                       |                       |                       |                      |                      |                      |  |  |  |  |
| 2009/10 | G.1  | Athletic Bilbao B                 | Oiartzun KE           | CA Osasuna            | CD Aurrerá            | San Juan AD          | Añorga KKE           | Abanto Club          |  |  |  |  |
| 2009/10 | G.2  | SD Reocín                         | FVPR El Olivo         | León FF               | Pontevedra CF         | CD Ponferrada 100    | CD Amigos del Duero  | Erizana CF           |  |  |  |  |
| 2009/10 | G.3  | CE Sant Gabriel                   | RCD Espanyol B        | FC Barcelona B        | Girona FC             | UE Lleida            | Cerdanyola FC        | UE L'Estartit        |  |  |  |  |
| 2009/10 | G.4  | Fundación Albacete                | Rayo Vallecano B      | CF Pozuelo            | CFF Marítim           | CFF Albacete         | Sporting Plaza Argel | AD Torrejón B        |  |  |  |  |
| 2009/10 | G.5  | Extremadura FCF                   | Ufeco Mezquita CF     | SPC Llanos Olivenza   | CFF Cáceres           | ADFF La Rambla       | CD Híspalis          | CD Algaidas          |  |  |  |  |
| 2009/10 | G.6  | CD Charco del Pino                | UD Tacuense           | UD Las Torres         | CD Arguineguín        | Orientación Marítima | CD Achamán           | Unión Viera          |  |  |  |  |
|         |      |                                   |                       |                       |                       |                      |                      |                      |  |  |  |  |
| 2010/11 | G.1  | Abanto Club                       | Athletic Bilbao B     | Oiartzun KE           | CA Osasuna            | AD San Juan          | Añorga KKE           | SD San Ignacio       |  |  |  |  |
| 2010/11 | G.2  | FVPR El Olivo                     | CD Ponferrada 100     | EF Mareo              | Gijón FF              | CD NS de Belén       | Pontevedra CF        | PM Friol             |  |  |  |  |
| 2010/11 | G.3  | RCD Espanyol B                    | Girona FC             | FC Levante Las Planas | Sporting Ciutat Palma | FC Barcelona B       | UE Vic               | CE Europa            |  |  |  |  |
| 2010/11 | G.4  | Rayo Vallecano B                  | Fundación Albacete    | CFF Albacete          | Atlético Madrid B     | FF La Solana         | Sporting Plaza Argel | Murcia Féminas       |  |  |  |  |
| 2010/11 | G.5  | SPC Llanos Olivenza               | Extremadura FCF       | Ufeco Mezquita CF     | Granada CF            | CFF Cáceres          | CD Algaidas          | Sevilla FC B         |  |  |  |  |
| 2010/11 | G.6  | UD Tacuense                       | CD Femarguín          | CD Charco del Pino    | CD Tarsa              | UD Las Torres        | Atlético Perdoma     | Orientación Marítima |  |  |  |  |
|         |      |                                   |                       |                       |                       |                      |                      |                      |  |  |  |  |
| 2011/12 | G.1  | Oviedo Moderno CF                 | PM Friol              | CD Ponferrada 100     | EF Mareo              | Erizana CF           | Atlético Arousana    | León FF              |  |  |  |  |
| 2011/12 | G.2  | Athletic Bilbao B                 | Oiartzun KE           | Abanto Club           | AD San Juan           | Añorga KKE           | CA Osasuna           | Mondragón CF         |  |  |  |  |
| 2011/12 | G.3  | FC Levante Las Planas             | EF Valls              | Girona FC             | FC Barcelona B        | UE Vic               | RCD Espanyol B       | Lleida Esportiu      |  |  |  |  |
| 2011/12 | G.4  | Sevilla FC                        | CFF Cáceres           | Granada CF            | Extremadura FCF       | ADFF La Rambla       | Santa Teresa CD      | UD Carmelitas        |  |  |  |  |
| 2011/12 | G.5  | AD Torrejón                       | Rayo Vallecano B      | Torrelodones CF       | CF Pozuelo            | Atlético Madrid B    | Águilas Moratalaz    | CDAV San Nicasio     |  |  |  |  |
| 2011/12 | G.6  | UD Tacuense                       | CD Femarguín          | UJ Costa Ayala        | CD Charco del Pino    | CD Tarsa             | Orientación Marítima | CD Achamán           |  |  |  |  |
| 2011/12 | G.7  | Fundación Albacete                | Sporting Ciutat Palma | CFF Albacete          | CFF Marítim           | Vila-real CF         | Aspe UD              | FF La Solana         |  |  |  |  |
|         |      |                                   |                       |                       |                       |                      |                      |                      |  |  |  |  |
| 2012/13 | G.1  | Oviedo Moderno CF                 | FVPR El Olivo         | PM Friol              | Erizana CF            | EF Mareo             | Sárdoma CF           | Atlético Arousana    |  |  |  |  |
| 2012/13 | G.2  | Añorga KKE                        | SD San Ignacio        | Oiartzun KE           | CA Osasuna            | Athletic Bilbao B    | CD Aurrerá           | San Juan AD          |  |  |  |  |
| 2012/13 | G.3  | Girona CF                         | EF Valls              | RCD Espanyol B        | UE Sant Andreu        | FC Barcelona B       | CF Badalona          | CE Sant Gabriel B    |  |  |  |  |
| 2012/13 | G.4  | Granada CF                        | Sevilla FC B          | Santa Teresa CD       | ADFF La Rambla        | Real Betis           | Atlético Málaga      | CFF Cáceres          |  |  |  |  |
| 2012/13 | G.5  | AD Torrejón ¹                     | CF Pozuelo            | CDAV San Nicasio      | UD Tres Cantos        | Rayo Vallecano B     | Caja Social Católica | Atlético Madrid B    |  |  |  |  |
| 2012/13 | G.6a | CD Achamán                        | CD Femarguín          | Unión Viera           | Orientación Marítima  | UD Valbanera         | CF Árbol Bonito      | CD Villanámar        |  |  |  |  |
| 2012/13 | G.6b | CD Charco del Pino                | UD Tacuense           | CD Tarsa              | CD Vírgen La Luz      | CD Sauzal            | CD Candela           | CA Granadilla        |  |  |  |  |
| 2012/13 | G.7  | Fundación Albacete                | Murcia Féminas        | CFF Albacete          | Vila-real CF          | Sporting Plaza Argel | CFF Marítim          | FF La Solana         |  |  |  |  |
|         |      |                                   |                       |                       |                       |                      |                      |                      |  |  |  |  |
| 2013/14 | G.1  | FVPR El Olivo                     | PM Friol              | CD Parquesol          | CD Salamanca FF       | Victoria CF          | EF Mareo             | Bértola CF           |  |  |  |  |
| 2013/14 | G.2  | Athletic Bilbao B                 | Oiartzun KE           | CA Osasuna            | SD Reocín             | CD Añorga            | CD Aurrerá           | Pauldarrak FKT       |  |  |  |  |
| 2013/14 | G.3  | RCD Espanyol B                    | Lleida Esportiu       | UE L'Estartit         | CE Europa             | AEM Lleida           | CE Sant Gabriel B    | FC Barcelona B       |  |  |  |  |
| 2013/14 | G.4  | Santa Teresa CD                   | CFF Badajoz Olivenza  | Real Betis            | CFF Cáceres           | Atlético Málaga      | Extremadura FCF      | ADFF La Rambla       |  |  |  |  |
| 2013/14 | G.5  | La Solana FF                      | Rayo Vallecano B      | Madrid CF             | Atlético Madrid B     | UD Tres Cantos       | CF Pozuelo           | Dínamo Guadalajara   |  |  |  |  |
| 2013/14 | G.6a | CD Femarguín                      | CD Achamán            | Unión Viera           | UD Las Torres         | CF Alcaraván         | Orientación Marítima |                      |  |  |  |  |
| 2013/14 | G.6b | UD Granadilla                     | UD Tacuense           | CFS Chaboyme Arico    | CD Tarsa              | CD Once Piratas      | CD Candela           | CD Sauzal            |  |  |  |  |
| 2013/14 | G.7  | Sporting Plaza Argel              | Fundación Albacete    | CFF Marítim           | Vila-real CF          | CFF Albacete         | Murcia Féminas       | UD Aldaia            |  |  |  |  |
|         |      |                                   |                       |                       |                       |                      |                      |                      |  |  |  |  |
| 2014/15 | G.1  | FVPR El Olivo                     |                       |                       |                       |                      |                      |                      |  |  |  |  |
| 2014/15 | G.2  | Oiartzun KE                       |                       |                       |                       |                      |                      |                      |  |  |  |  |
| 2014/15 | G.3  | FC Levante Las Planas             |                       |                       |                       |                      |                      |                      |  |  |  |  |
| 2014/15 | G.4  | Real Betis                        |                       |                       |                       |                      |                      |                      |  |  |  |  |
| 2014/15 | G.5  | Madrid CFF                        |                       |                       |                       |                      |                      |                      |  |  |  |  |
| 2014/15 | G.6  | CD Femarguín                      |                       |                       |                       |                      |                      |                      |  |  |  |  |
| 2014/15 | G.7  | Sporting Plaza Argel              |                       |                       |                       |                      |                      |                      |  |  |  |  |
| 2014/15 |      |                                   |                       |                       |                       |                      |                      |                      |  |  |  |  |
| 2015/16 | G.1  | FVPR El Olivo                     |                       |                       |                       |                      |                      |                      |  |  |  |  |
| 2015/16 | G.2  | Escuelas de Fútbol de Logroño     |                       |                       |                       |                      |                      |                      |  |  |  |  |
| 2015/16 | G.3  | Futbol Club Barcelona B           |                       |                       |                       |                      |                      |                      |  |  |  |  |
| 2015/16 | G.4  | Real Betis                        |                       |                       |                       |                      |                      |                      |  |  |  |  |
| 2015/16 | G.5  | Club Atlético de Madrid Féminas B |                       |                       |                       |                      |                      |                      |  |  |  |  |
| 2015/16 | G.6  | UD Tacuense                       |                       |                       |                       |                      |                      |                      |  |  |  |  |
| 2015/16 | G.7  | València Fèmines Club de Futbol B |                       |                       |                       |                      |                      |                      |  |  |  |  |
| 2015/16 |      |                                   |                       |                       |                       |                      |                      |                      |  |  |  |  |
| 2016/17 | G.1  | Oviedo Moderno                    |                       |                       |                       |                      |                      |                      |  |  |  |  |
| 2016/17 | G.2  | Athletic Club de Bilbao B         |                       |                       |                       |                      |                      |                      |  |  |  |  |
| 2016/17 | G.3  | Futbol Club Barcelona B           |                       |                       |                       |                      |                      |                      |  |  |  |  |
| 2016/17 | G.4  | Sevilla FC                        |                       |                       |                       |                      |                      |                      |  |  |  |  |
| 2016/17 | G.5  | Madrid CFF                        |                       |                       |                       |                      |                      |                      |  |  |  |  |
| 2016/17 | G.6  | CD Femarguín                      |                       |                       |                       |                      |                      |                      |  |  |  |  |
| 2016/17 | G.7  | Llevant Unió Esportiva B          |                       |                       |                       |                      |                      |                      |  |  |  |  |
| 2016/17 |      |                                   |                       |                       |                       |                      |                      |                      |  |  |  |  |
| 2017/18 | G.1  | Real Oviedo                       |                       |                       |                       |                      |                      |                      |  |  |  |  |
| 2017/18 | G.2  | Escuelas de Fútbol de Logroño     |                       |                       |                       |                      |                      |                      |  |  |  |  |
| 2017/18 | G.3  | Futbol Club Barcelona B           |                       |                       |                       |                      |                      |                      |  |  |  |  |
| 2017/18 | G.4  | Málaga CF                         |                       |                       |                       |                      |                      |                      |  |  |  |  |
| 2017/18 | G.5  | TACON                             |                       |                       |                       |                      |                      |                      |  |  |  |  |
| 2017/18 | G.6  | CD Femarguín                      |                       |                       |                       |                      |                      |                      |  |  |  |  |
| 2017/18 | G.7  | Sporting Plaza Argel              |                       |                       |                       |                      |                      |                      |  |  |  |  |
| 2017/18 |      |                                   |                       |                       |                       |                      |                      |                      |  |  |  |  |
| 2018/19 | G.1  | Real Club Deportivo de La Coruña  |                       |                       |                       |                      |                      |                      |  |  |  |  |
| 2018/19 | G.2  | Club Atlético Osasuna             |                       |                       |                       |                      |                      |                      |  |  |  |  |
| 2018/19 | G.3  | Zaragoza Club de Fútbol Femenino  |                       |                       |                       |                      |                      |                      |  |  |  |  |
| 2018/19 | G.4  | Santa Teresa CD                   |                       |                       |                       |                      |                      |                      |  |  |  |  |
| 2018/19 | G.5  | TACON                             |                       |                       |                       |                      |                      |                      |  |  |  |  |
| 2018/19 | G.6  | CD Femarguín                      |                       |                       |                       |                      |                      |                      |  |  |  |  |
| 2018/19 | G.7  | València Fèmines Club de Futbol B |                       |                       |                       |                      |                      |                      |  |  |  |  |

Segona Divisió Pro
| Edició  | Grup Nord                       | Ascens       | Grup Sud        | Ascens |
| ------- | ------------------------------- | ------------ | --------------- | ------ |
| 2019-20 | Athletic Club B (no promociona) | SD Eibar     | Santa Teresa CD |        |
| 2020-21 | Alavés Gloriosas                | Vila-real CF |                 |        |
| 2021-22 | Futbol Club Levante Las Planas  | Alhama CF    |                 |        |

Primera Federació
| Edició  | Vencedor de la Lliga                    | Ascens directe                    | Vencedor del playoff   |
| ------- | --------------------------------------- | --------------------------------- | ---------------------- |
| 2022-23 | FC Barcelona B (femení) (no promociona) | Sociedad Deportiva Eibar (femení) | Granada Club de Futbol |
| 2023-24 | FC Barcelona B (femení) (no promociona) | Real Club Deportivo de La Coruña  | RCD Espanyol           |
| 2024-25 | Alhama CF                               | Alhama CF                         | Dux Logroño            |

¹ El Torrejón va ascendir en eliminar l'Añorga i el Girona, però per raons econòmiques va renunciar a l'ascens i va dissoldre el primer equip. El Oviedo Moderno va ascendir en el seu lloc.